# ウドン (ロワール＝アトランティック県)
ウドン（Oudon）は、フランス、ペイ・ド・ラ・ロワール地域圏、ロワール＝アトランティック県のコミューン。

## 地理

ロワール＝アトランティック県の中のウドンの位置

### 位置
ウドンは、ロワール川の北岸の、アンスニから西に10 km、ナントから東に30 kmに位置する。隣接するコミューンは、同県のル・セリエ・クフェ・サン＝ジェレオン、および隣県であるメーヌ＝エ＝ロワール県のオレ＝ダンジューである。

## 姉妹都市
- ドイツ ジンマータール（英語版）（1988年）
- イギリス バスイーストン（英語版）（2005年）

## ギャラリー

ロアール南岸のラ・コアンダシエールから望むウドン

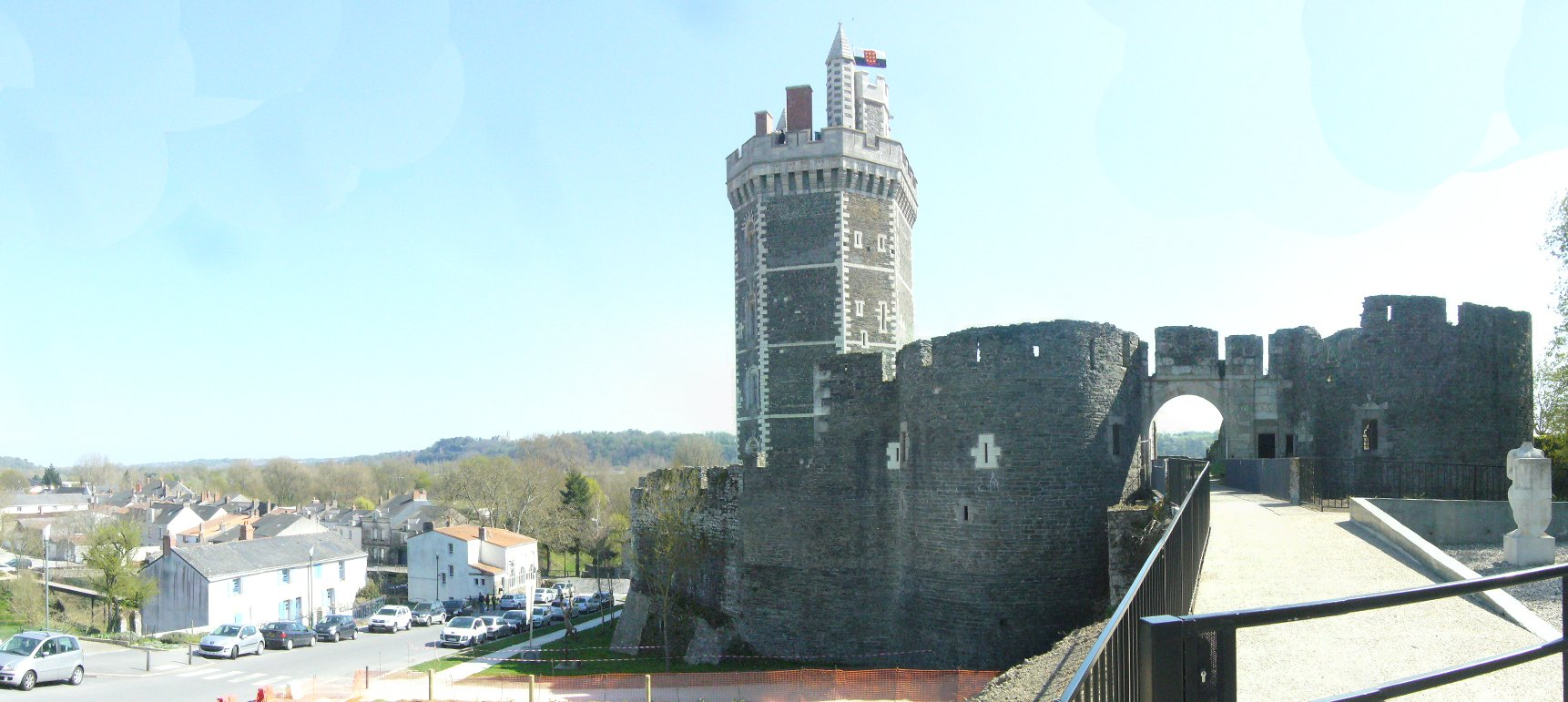
ウドン城
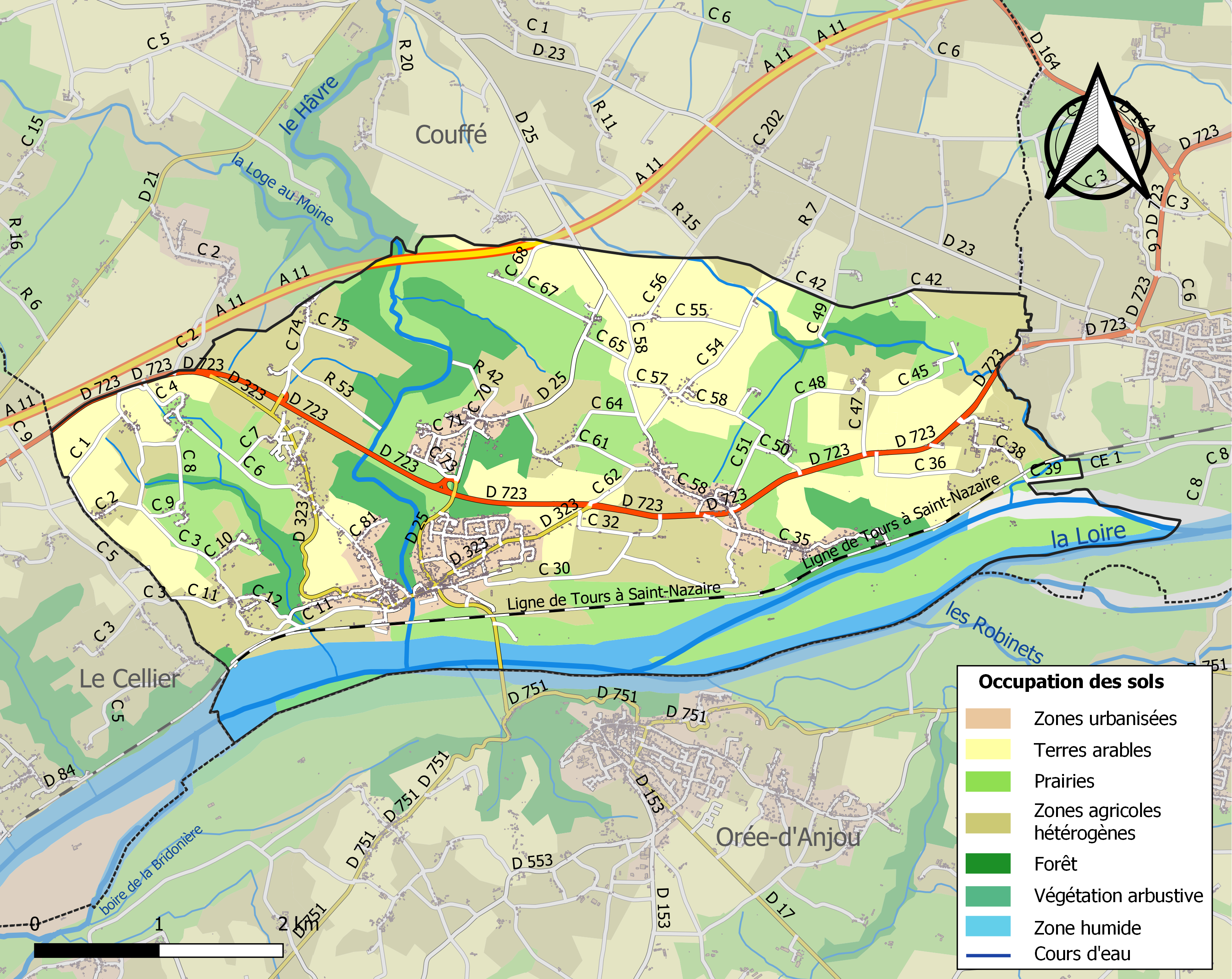
ウドンの地図(土地利用図)
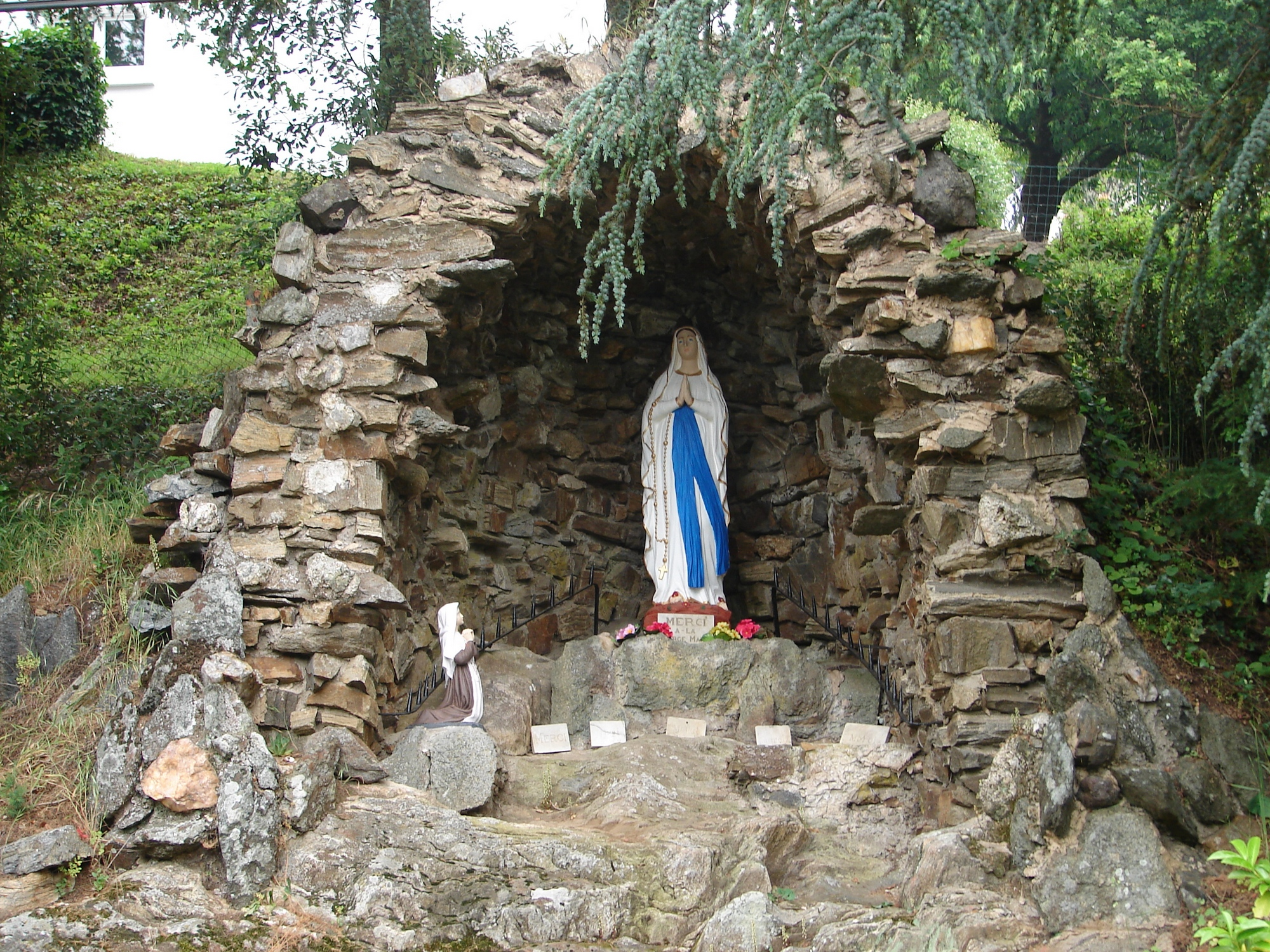
ウドンのルルドの洞窟（フランス語版）